# Aelius Longinus
Aelius Longinus (sein Praenomen ist nicht bekannt) war ein im 2. Jahrhundert n. Chr. lebender Angehöriger des römischen Ritterstandes (Eques).
Durch eine Inschrift, die beim Kastell Cilurnum gefunden wurde und die auf 201/300 datiert wird, ist belegt, dass Longinus Praefectus equitum war. Laut John E. H. Spaul war er Präfekt der Ala II Asturum, die in der Provinz Britannia stationiert war.